# 雞觴刺
雞觴刺（學名：Cirsium brevicaule）又名島薊、雞鵤刺，为菊科蓟属下的一个种。

## 扩展阅读
- 維基物種上的相關：鸡觞刺